# Julianna Rose Mauriello
Julianna Rose Mauriello, född 26 maj 1991 i Irvington i Westchester County, New York, är en amerikansk skådespelare. Hon spelade huvudrollen i LazyTown, och har medverkat i olika Broadwaymusikaler.
Mauriello har uppträtt i en rad shower, bland annat i musikalen Gypsy, där hon spelade mot Bernadette Peters, och A Tree Grows in Brooklyn .
Mauriello spelade huvudrollen, Stephanie, i det isländska barnprogrammet LazyTown. Hennes roll i serien gav henne 2006 en nominering till en "Daytime Emmy Award", ett pris som delas ut till program som sänds på dagtid.
Mauriello är hedersstudent på Professional Performing Arts School. Hon har medverkat i reklamfilmer och lånat ut sin röst till flera tecknade figurer hon är även en hängiven dansare i bland annat balett, jazzdans, stepp och Irländsk dans. Mauriello kan tala isländska, vilket hon lärde sig under inspelningen av LazyTown. 

## Filmografi (i urval)
- 2008 – A Fix (Kortfilm)
- 2008 – Teletón XII (TV)
- 2008 – LazyTown Extra (tv-serie)
- 2004–2007 – LazyTown (tv-serie)